# Lista de recordes da MLB em jogo único
A lista a seguir compila recordes em jogos únicos da Major League Baseball e eventos pouco usuais. Os seguintes critérios foram usados para a inclusão:
- Apenas eventos que ocorreram em apenas uma vez ao bastão, apenas uma entrada ou apenas um jogo; recordes cumulativos ou agregados por mais de uma partida não estão listados.
- Eventos que ocorreram em jogos de pós-temporada estão inclusos mas eventos ocorridos durante um  Jogos das Estrelas não estão inclusos.

## Recordes individuais em rebatidas
- Quatro home runs em um jogo. Número de ocorrências: 16.[1] Mais recente, Josh Hamilton em 8 de Maio de 2012.
- 2 grand slams em uma entrada. Número de ocorrências: 1.[2] Fernando Tatís, 23 de Abril de 1999
- 1 grand slam de cado lado do home plate no mesmo jogo. Número de ocorrências: 1.[2] Bill Mueller, 29 de Julho de 2003
- Grand slam no primeiro arremesso da carreira. Número de ocorrências: 2. Kevin Kouzmanoff, 2 de Setembro de 2006; Daniel Nava, 12 de Junho de 2010. (4 Grand Slams na primeira vez ao bastão, Duggleby, Hermida)
- Home runs de cada lado do home plate na mesma entrada. Número de ocorrências: 3.[3] Carlos Baerga, 8 de Abril de 1993; Mark Bellhorn, 29 de Agosto de 2002; Kendrys Morales, 30 de Julho de 2012.
- Grand slam no jogo de estreia na MLB. Número de ocorrências: 7.[4] Bill Duggleby, 21 de Abril de 1898; Bobby Bonds, 25 de Junho de 1968; Marcus Thames, 10 de Junho de 2002; Jeremy Hermida, 31 de Agosto de 2005; Kevin Kouzmanoff, 2 de Setembro de 2006; Daniel Nava, 12 de Junho de 2010;  Brandon Crawford, 27 de Maio de 2011.
- 19 bases totais em um jogo. Número de ocorrências: 1.[5] Shawn Green, 23 de Maio de 2002.
- 9 rebatidas em um jogo. Número de ocorrências: 1.[6] Johnny Burnett, 10 de Julho de 1932. (jogo de 18 entradas)
- 7 rebatidas em um jogo de nove entradas. Número de ocorrências: 2.[7] Wilbert Robinson, 10 de Junho de 1892; Rennie Stennett, 16 de Setembro de  1975.
- Três rebatidas em uma entrada. Número de ocorrências: 5.[6] Mais recente Johnny Damon, 27 de Junho de  2003.
- 4 triplas em um jogo. Número de ocorrências: 2.[8] George Strief, 25 de Junho de 1885; Bill Joyce, 18 de Maio de 1897.
- 5 walks intencionais em um jogo. Número de ocorrências: 1.[9] Andre Dawson, 22 de Maio de 1990 (16 entradas).
- 4 walks intencionais em um jogo de nove entradas. Número de ocorrências: 2.[9] Barry Bonds, 1º de Maio de 2004 e 22 de Setembro de 2004.
- 7 corridas anotadas em um jogo. Número de ocorrências: 1.[10] Guy Hecker, 15 de Agosto de 1886.
- 3 corridas anotadas em uma entrada. Número de ocorrências: 3.[10] Sammy White, 18 de Junho de 1953, Tom Burns e Ned Williamson (ambos no mesmo jogo pelo Chicago Colts), 6 de Setembro de 1883.
- 12 corridas impulsionadas em um jogo. Número de ocorrências: 2.[11] Jim Bottomley, 16 de Setembro de 1924; Mark Whiten, 7 de Setembro de 1993.
- Ser eliminado por 4 vezes por double play em um jogo. Número de ocorrências: 3.[12] Goose Goslin, 28 de Abril de 1934; Joe Torre, 21 de Julho de 1975; Víctor Martínez, 11 de Setembro de 2011.
- Três  flies de sacrifício em um jogo. Número de ocorrências: 10.[13] Mais recentemente,  Jose Lopez, 15 de Abril de 2008.[14]

| Evento                                                       | # de ocorrências | Referências |
| ------------------------------------------------------------ | ---------------- | ----------- |
| 10 ou mais corridas impulsionadas durante um jogo            | 13               | [ 15 ]      |
| Rebater pelo ciclo natural                                   | 14               | [ 16 ]      |
| 6 rebatidas simples em um jogo de 9 entradas                 | 18               | [ 17 ]      |
| 4 home runs em um jogo                                       | 16               | [ 18 ]      |
| 6 ou mais corridas em um jogo                                | 19               | [ 19 ]      |
| Home run no primeiro arremesso da carreira nas grandes ligas | 29               | [ 20 ]      |
| Home run em sua última vez ao bastão nas grades ligas        | 47               | [ 21 ]      |
| Home run na primeira vez ao bastão nas grandes ligas         | 115              | [ 22 ]      |
| Inside-the-park grand slam                                   | 223              | [ 23 ]      |
| Rebater pelo ciclo                                           | 306              | [ 24 ]      |

## Recordes coletivos em rebatidas
| Evento                                                                       | # de ocorrências | Referências |
| ---------------------------------------------------------------------------- | ---------------- | ----------- |
| Dois inside the park grand slams por dois companheiros de time em um jogo    | 1a               | [ 25 ]      |
| 2 grand slams por dois rebatedores designados em diferentes times em um jogo | 1b               | [ 26 ]      |
| 10 home runs por um time em um jogo                                          | 1c               | [ 27 ]      |
| Home runs por dois rebatedores consecutivos por duas vezes na mesma entrada  | 1d               | [ 28 ]      |
| 5 flies de sacrifício por um time em um jogo                                 | 2e               | [ 29 ]      |
| 9 ou mais home runs por um time em um jogo                                   | 2                | [ 30 ]      |
| 5 home runs por um time em uma entrada                                       | 5                | [ 31 ]      |
| 3 grand slams em um jogo por ambos os times combinados                       | 3                | [ 32 ]      |
| 3 flies de sacrifício por um time em apenas uma entrada                      | 4                | [ 34 ]      |
| 4 home runs por 4 rebatedores consecutivos                                   | 7                | [ 35 ]      |
| 3 grand slams por um time em um jogo                                         | 1                | [ 36 ]      |

## Recordes individuais em arremessos
- 20 strikeouts em um jogo de nove entradas. Número de ocorrências: 3.[37] Roger Clemens em 1986 e 1996 eliminou por strike 20 rebatedores. Mais recentemente, Kerry Wood em 6 de Maio de 1998. Em 2001, Randy Johnson também eliminou por strike 20 rebatedores em nove entradas mas o jogo foi para as entradas extras.
- Arremessar por 26 entradas em um jogo. Número de ocorrências: 2.[38] Leon Cadore e Joe Oeschger, 1º de Maio de 1920. (Mesmo jogo.)
- 4 home runs consecutivos permitidos. Número de ocorrências: 3.[39][40] Paul Foytack, 31 de Julho de 1963; Chase Wright, 22 de Abril de 2007, Dave Bush, 11 de Agosto de 2010.
- 7 home runs sofridos em um jogo. Número de ocorrências: 1.[41] Charlie Sweeney, 12 de Junho de 1886.
- 5 wild pitches em um jogo Número de ocorrências: 5.[42][43] Mais recentemente, Freddy García em 10 de Abril de 2012. Rick Ankiel do St. Louis Cardinals em 2000 e Bert Cunningham em 1890 na Players' League arremessaram cinco wild pitches em apenas uma entrada.
- 26 rebatidas sofridas em um jogo. Número de ocorrências: 1. Allan Travers, 18 de Maio de 1912.
- 29 rebatidas sofridas em jogo com entradas extras. Número de ocorrências: 1. Eddie Rommel (17 entradas), 10 de Julho de 1932.

| Evento                                                                | # de ocorrências | Referências |
| --------------------------------------------------------------------- | ---------------- | ----------- |
| 10 strikeouts consecutivos em um jogo                                 | 1f               | [ 44 ]      |
| 20 ou mais entradas consecutivas sem corridas em um jogo              | 2                | [ 45 ]      |
| Primeiros 27 rebatedores eliminados sem um jogo perfeito              | 2                |             |
| Walks concedidos aos 4 primeiros rebatedores                          | 4                | [ 47 ]      |
| 6 ou mais home runs sofridos em um jogo                               | 4                | [ 48 ]      |
| Walks intencionais com as bases lotadas                               | 6                | [ 50 ]      |
| Home run sofrido no primeiro arremesso nas grandes ligas              | 7                | [ 52 ]      |
| Jogo perfeito arruinado pelo 27º rebatedor                            | 13               |             |
| 4 strikeouts consecutivos em um entrada                               | 16               | [ 55 ]      |
| Jogo perfeito                                                         | 23               |             |
| 4 strikeouts em uma entrada                                           | 70               | [ 57 ]      |
| Home run permitido ao primeiro rebatedor enfrentado nas grandes ligas | 69               | [ 59 ]      |
| 9 arremessos e 9 strikeouts                                           | 74               | [ 60 ]      |
| No-hitter                                                             | 291              |             |

## Recorde em campo
- Duas  queimadas triplas em um jogo. Número de ocorrências: 1.[61] Minnesota Twins, 17 de Julho de 1990.
- Queimada tripla sem assistência. Número de ocorrências: 15.[62]  Mais recente, Eric Bruntlett, 23 de Agosto de 2009.
- Três erros em uma jogada. Número de ocorrências: 4. Mais recentemente cometida pelo Los Angeles Dodgers vs San Diego Padres,  8 de Setembro de 2014. Yasiel Puig fez um arremesso mal feito para a primeira base. A. J. Ellis então arremessou para o campo esquerdo, e no arremesso para o  home plate, Hanley Ramirez arremessou a bola para longe de Clayton Kershaw para completar o trio de erros.[63]

## Corredores em base
| Evento                                                                       | # de ocorrências | Referências |
| ---------------------------------------------------------------------------- | ---------------- | ----------- |
| Dois roubos de base triplas pelo mesmo time em um jogo                       | 1g               | [ 64 ]      |
| Um único corredor em base ser pego roubando bases 4 vezes em um jogo         | 1h               | [ 65 ]      |
| 8 bases roubadas por um time em apenas uma entrada                           | 2                | [ 66 ]      |
| Roubo do home plate 3 vezes pelo mesmo time em um jogo                       | 5                | [ 67 ]      |
| Um jogador sendo pego tentando roubar bases duas vezes em apenas uma entrada | 10               | [ 68 ]      |
| Roubo do home plate duas vezes por um único jogador em um jogo               | 11               | [ 69 ]      |
| Um jogador roubar a primeira, segunda e o home plate em apenas uma entrada   | 50               | [ 70 ]      |

## Eventos únicos
Letras identificam indivíduos ou times que conseguiram a façanha.
a. Jimmy Sheckard e Joe Kelley, Brooklyn Superbas, 23 de Setembro de 1901
b. Pat Crawford (New York Giants) e Les Bell (Boston Braves), 26 de Maio de 1929
c. Toronto Blue Jays, 14 de Setembro de 1987
d. Mike Cameron e Bret Boone, Seattle Mariners, 2 de Maio de 2002 (Mike Cameron rebateu 4 home runs e empatou o recorde da MLB neste jogo).
e. Seattle Mariners, 7 de Agosto de 1988; Colorado Rockies, 7 de Junho de 2006
f. Tom Seaver, New York Mets, 22 de Abril de 1970
g. Philadelphia Athletics, 25 de Julho de 1930
h. Robby Thompson, San Francisco Giants, 27 de Junho de 1986